# 格蘭維爾 (紐約州)
格蘭維爾（英語：Granville）是一個位於美國紐約州華盛頓縣的鎮。

## 人口
根據2020年美國人口普查的數據，格蘭維爾的面積為145.35平方千米，當中陸地面積為144.05平方千米，而水域面積為1.30平方千米。當地共有人口6215人，而人口密度為每平方千米43人。